# عملية شافي شمرون
عملية شافي شمرون هي عملية إطلاق نار وقعت يوم الخميس 24 ديسمبر 2009 قرب مستوطنة شافي شمرون القربية من مدينة نابلس في الضفة الغربية. تبنت كتائب شهداء الأقصى (مجموعات عماد مغنية) العملية التي أدت إلى مقتل حاخام المستوطنة ويدعى «مئير حاي»، وكانت العملية ردا على إحراق مسجد ياسوف.

## الخلفية
قامت مجموعة من المستوطنين المتطرفين باقتحام قرية ياسوف القريبة من مدينة سلفيت في 11 ديسمبر 2009، وقاموا بإحراق مدخل المسجد وإحراق مكتبة المسجد الموجود في القرية وقاموا بكتابة شعارات عنصرية ضد العرب والفلسطينيين على جدران وأرضية المسجد.

## الأحداث
في 24 ديسمبر 2009 كان الحاخام «مئير حاي» عائدًا إلى المستوطنة، وبينما كان يقود سيارته اقتربت منه سيارة «جولف» وخرج منها مسلح يحمل رشاش «عوزي» وقام بإطلاق النار على المستوطن، مما أدى إلى انقلاب سيارته وموته، ولاذ المسلحون بالفرار.

## رد فعل إسرائيل
في يوم السبت 26 ديسمبر 2009 قامت وحدة خاصة إسرائيلية بمساعدة جهاز الشاباك بتحديد مكان منفذي العملية وقامت الوحدة الخاصة الإسرائيلية باقتحام منزل كل واحد منهم وقتله، وكان المنفذون هم رائد السركجي وعنان صبح وغسان أبو شرخ.